# Dirphia
Dirphia Hübner, [1819] é um gênero de mariposas neotropicais da família Saturniidae, subfamília Hemileucinae. Composto por dezenas de espécies descritas, Dirphia é amplamente distribuído na América Central e América do Sul. As espécies são conhecidas tanto por sua beleza quanto pelo potencial urticante de suas lagartas.

## Descrição
As mariposas do gênero Dirphia apresentam asas largas e corpo robusto, com coloração predominantemente em tons terrosos como marrom, bege e ferrugem, frequentemente com padrões de listras, manchas ou faixas transversais. Os machos geralmente possuem antenas bipectinadas bem desenvolvidas, utilizadas para detectar feromônios liberados pelas fêmeas. As fêmeas, por sua vez, costumam ser maiores, com corpo mais volumoso e asas mais arredondadas.
As lagartas apresentam cerdas urticantes em maior ou menor grau, dependendo da espécie, funcionando como mecanismo de defesa. Essas cerdas podem causar irritações e reações alérgicas em humanos.

## Distribuição
O gênero ocorre amplamente nas regiões tropicais e subtropicais da América Latina, com registros confirmados do sul do México até o norte da Argentina e Bolívia. No Brasil, são encontradas em diversos biomas, como o Cerrado, Mata Atlântica e Amazônia. Muitas espécies apresentam distribuição restrita e são endêmicas de certas regiões, como Dirphia rubricauda no Cerrado e Dirphia araucariae nos remanescentes de Araucaria angustifolia.

## Comportamento
Os adultos são geralmente de hábitos noturnos, sendo atraídos por luz artificial. Não se alimentam após a fase de pupa, sobrevivendo por poucos dias com base em reservas acumuladas na fase larval. As fêmeas liberam feromônios para atrair os machos, e a cópula geralmente ocorre durante a noite. Após a cópula, as fêmeas depositam os ovos em folhas das plantas hospedeiras.

## Ciclo de vida
O ciclo de vida inclui os seguintes estágios:
Ovo: depositado em grupos ou isoladamente nas folhas da planta hospedeira.
Lagarta: passa por 5 a 6 ínstares; em muitas espécies, essa fase é urticante.
Pupa: ocorre em casulo fibroso, geralmente no solo ou fixado em folhas secas.
Adulto: emerge do casulo, vive por poucos dias com o único objetivo de reproduzir.
O tempo de desenvolvimento pode variar entre as espécies e conforme as condições climáticas, podendo ser de semanas ou até meses, especialmente em regiões com estação seca bem definida.

## Plantas hospedeiras
As lagartas de Dirphia são herbívoras, alimentando-se de uma ampla gama de plantas hospedeiras, incluindo espécies das famílias Fabaceae, Myrtaceae, Asteraceae, Rosaceae, Euphorbiaceae e Araucariaceae. Espécies como Dirphia araucariae têm como hospedeira principal a Araucaria angustifolia.

## Espécies
O gênero Dirphia inclui as seguintes espécies reconhecidas:
- Dirphia abhorca Lemaire, 1969
- Dirphia acidalia Hübner, 1819
- Dirphia aculea Vuillot, 1892
- Dirphia albescens Brechlin & Meister, 2008
- Dirphia araucariae E.D. Jones, 1908
- Dirphia avia (Stoll, 1780)
- Dirphia avrilae Lemaire, 1980
- Dirphia barinasensis Meister & Wenczel, 2002
- Dirphia baroma (Schaus, 1906)
- Dirphia brevifurca Strand, 1911
- Dirphia cadioui Lemaire, 1980
- Dirphia carimaguensis Decaens, Bonilla & Naumann, 2005
- Dirphia centralis F. Johnson & Michener, 1948
- Dirphia centrifurca Naumann, Brosch & Wenczel, 2005
- Dirphia crassifurca Lemaire, 1971
- Dirphia curitiba Draudt, 1930
- Dirphia demarmelsi Naumann, Brosch, Wenczel & Clavijo, 2005
- Dirphia dentimaculata (Schaus, 1921)
- Dirphia diasi (Lemaire, 1994)
- Dirphia docquinae Lemaire, 1993
- Dirphia dolosa Bouvier, 1929
- Dirphia fernandezi Lemaire, 1972
- Dirphia fornax (Druce, 1903)
- Dirphia fraterna (R. Felder & Rogenhofer, 1874)
- Dirphia horca Dognin, 1894
- Dirphia horcana Schaus, 1911
- Dirphia inexpectata L. & T. Racheli, 2005
- Dirphia irradians Lemaire, 1972
- Dirphia lemoulti Bouvier, 1930
- Dirphia lichyi Lemaire, 1971
- Dirphia ludmillae Lemaire, 1974
- Dirphia mielkeorum Naumann, Meister & Brosch, 2005
- Dirphia moderata Bouvier, 1929
- Dirphia monticola Zerny, 1924
- Dirphia muscosa Schaus, 1898
- Dirphia napoensis L. & T. Racheli, 2005
- Dirphia panamensis (Schaus, 1921)
- Dirphia proserpina Lemaire, 1982
- Dirphia radiata Dognin, 1916
- Dirphia rubricauda Bouvier, 1929
- Dirphia rufescens F. Johnson & Michener, 1948
- Dirphia sombrero Le Cerf, 1934
- Dirphia somniculosa (Cramer, 1777)
- Dirphia subhorca Dognin, 1901
- Dirphia tarquinia (Cramer, 1775)
- Dirphia thliptophana (R. Felder & Rogenhofer, 1874)
- Dirphia ursina Walker, 1855

## Importância científica
As espécies de Dirphia têm sido objeto de estudos sobre taxonomia, ecologia, interações planta-inseto e efeitos de cerdas urticantes em saúde pública. Técnicas de morfologia comparada, genitália e barcoding de DNA (gene COI) são frequentemente empregadas na identificação de espécies e em análises filogenéticas.